# دومینیک رلس
دومینیک رلس (انگلیسی: Dominik Roels؛ زادهٔ ۲۱ ژانویهٔ ۱۹۸۷) دوچرخه‌سوار اهل آلمان است.